# Zapaść behawioralna
Zapaść behawioralna – termin stworzony przez etologa Johna B. Calhouna, aby opisać załamanie zachowań, które może wynikać z przeludnienia danej populacji. Termin i koncepcja wywodzą się z serii eksperymentów Calhouna na temat przeludnienia, które przeprowadził na szczurach norweskich w latach 1958-1962. W ramach eksperymentów Calhoun i jego badacze stworzyli serię badań znanych jako „szczurze utopie” – stanowiące zamknięte przestrzenie, w których szczury miały nieograniczony dostęp do pożywienia i wody, umożliwiając nieskrępowany wzrost populacji. Calhoun ukuł termin „zapaść behawioralna” w swoim raporcie z 1 lutego 1962 r. w artykule zatytułowanym „Gęstość populacji i patologia społeczna” w Scientific American na temat eksperymentu na szczurach. Później przeprowadzał podobne eksperymenty na myszach, od 1968 do 1972 roku. 
Praca Calhouna została wykorzystana jako zwierzęcy model upadku społecznego, a jego badania stały się kamieniem probierczym socjologii miejskiej i psychologii w ogóle. Jednym z głównych pól zainteresowań Johna B. Calhouna był potencjalny wpływ przeludnienia na społeczeństwo. W powojennych latach, kiedy światowa populacja gwałtownie wzrastała, przeludnienie było postrzegane jako bardzo realny potencjalny problem.

## Eksperymenty
W badaniu z 1962 roku Calhoun opisał zachowanie w następujący sposób:
Wiele [samic szczurów] nie było w stanie przeżyć ciąży lub porodu, gdyby do niego doszło. Jeszcze większa liczba, po pomyślnym porodzie, nie spełniała funkcji macierzyńskich. Wśród samców zaburzenia zachowania wahały się od dewiacji seksualnych do kanibalizmu i od szaleńczej nadaktywności do patologicznego wycofania, z którego poszczególne osobniki wychodziły, aby jeść, pić i poruszać się tylko wtedy, gdy inni członkowie społeczności spali. Równie zakłócona była społeczna organizacja zwierząt....
Wspólne źródło tych zaburzeń stało się najbardziej widoczne w populacjach naszej pierwszej serii trzech eksperymentów, w których obserwowaliśmy rozwój tego, co nazwaliśmy "zapaścią behawioralną". Zwierzęta gromadziły się w największej liczbie w jednej z czterech połączonych ze sobą zagród, w których utrzymywana była kolonia. Aż 60 z 80 szczurów w każdej eksperymentalnej populacji gromadziło się w jednym kojcu podczas pory karmienia. Pojedyncze szczury rzadko jadły, z wyjątkiem towarzystwa innych szczurów. W rezultacie w kojcu przystosowanym do jedzenia rozwinęło się ekstremalne zagęszczenie populacji, pozostawiając pozostałe przestrzenie niemal niezamieszkane. 

... W eksperymentach, w których rozwinęła się "zapaść behawioralna", śmiertelność osesków sięgała aż 96 procent wśród najbardziej zdezorientowanych grup w populacji.
Wczesne eksperymenty Calhouna ze szczurami zostały przeprowadzone na polach uprawnych w Rockville w stanie Maryland, począwszy od 1947 roku.
Calhoun w czasie gdy pracował w Narodowym Instytucie Zdrowia Psychicznego (National Institute of Mental Health) w 1954 roku, rozpoczął liczne eksperymenty na szczurach i myszach. Podczas swoich pierwszych testów umieścił około 32 do 56 szczurów w skrzyni o wymiarach 10 na 14 stóp (3 na 4.2 metra) w stodole w hrabstwie Montgomery. Podzielił przestrzeń na cztery pokoje. Każdy pokój został specjalnie stworzony, aby pomieścić tuzin dojrzałych brązowych szczurów norweskich. Szczury mogły manewrować między pokojami, korzystając z ramp. Ponieważ Calhoun zapewniał nieograniczone zasoby, takie jak woda, pożywienie, a także ochrona przed drapieżnikami, chorobami i pogodą, mówiono, że szczury znajdują się w „szczurzej utopii” lub „mysim raju”, wyjaśnił inny psycholog.
Po wcześniejszych eksperymentach na szczurach Calhoun stworzył później w 1972 r. „Środowisko hamujące śmiertelność myszy”: klatkę kwadratową o wymiarach 101 na 101 cali (2,5 na 2,5 metra) dla myszy, z uzupełnianym pożywieniem i wodą w celu stałego wspierania wzrostu populacji, by maksymalnie wykorzystać eksperymentalny charakter badania. W jego najsłynniejszym eksperymencie z serii „Wszechświat 25” populacja osiągnęła szczytową liczbę 2200 myszy, a następnie wykazywała szereg nienormalnych, często destrukcyjnych zachowań. Do 600 dnia populacja była na drodze do wyginięcia.
Artykuł z 1962 r. w Scientific American ukazał się w czasie, gdy przeludnienie stało się przedmiotem wielkiego zainteresowania opinii publicznej i wywarło znaczny wpływ na kulturę. Calhoun sformułował większość swoich prac w kategoriach antropomorficznych, w sposób, który czynił jego idee bardzo przystępnymi dla laickiej publiczności.
Sam Calhoun postrzegał los populacji myszy jako metaforę potencjalnego losu ludzkości. Scharakteryzował załamanie społeczne jako „śmierć duchową”, odnosząc się do śmierci cielesnej jako „drugiej śmierci”, o której mowa w biblijnym wersecie Objawienia 2:11.
Calhoun przeszedł na emeryturę z Narodowego Instytutu Zdrowia Psychicznego w 1984 roku, ale kontynuował pracę nad wynikami swoich badań aż do swojej śmierci 7 września 1995 roku.

## Wyjaśnienie
Uważa się, że specyficzne dobrowolne tłoczenie się gryzoni, do którego odnosi się określenie „zapaści behawioralnej”, wynikało z wcześniejszego, mimowolnego zagęszczenia populacji: poszczególne osobniki tak przyzwyczaiły się do bliskości podczas jedzenia, że zaczęły kojarzyć karmienie z towarzystwem, i rezygnowały z posiłków, gdy nie było innych osobników w pobliżu. Calhoun w końcu znalazł sposób, aby temu zapobiec, zmieniając niektóre ustawienia pomieszczeń, tym samym nieco zmniejszając śmiertelność, ale ogólne patologiczne konsekwencje przeludnienia pozostały niezmienne. 

## Zastosowanie u ludzi
Kontrowersje dotyczą konsekwencji tych badań. Eksperyment psychologa Jonathana Freedmana polegał na zwerbowaniu uczniów szkół średnich i studentów do przeprowadzenia serii eksperymentów, które mierzyły wpływ gęstości zaludnienia na zachowanie ludzi. Mierzył ich poziom stresu, dyskomfort, agresję, rywalizację i ogólne niezadowolenie. Oświadczył w 1975 roku, że nie znalazł żadnych znaczących negatywnych skutków. Naukowcy argumentowali, że „praca Calhouna nie dotyczyła jedynie gęstości w sensie fizycznym, jako liczby osób na jednostkę kwadratową, ale dotyczyła stopni interakcji społecznych”.